# Xihe (Longnan)
Der Kreis Xihe (chinesisch 西和县, Pinyin Xīhé Xiàn) ist ein Kreis der bezirksfreien Stadt Longnan im Südosten der nordwestchinesischen Provinz Gansu. Er hat eine Fläche von 1.852 km² und zählt 403.800 Einwohner (Stand: Ende 2018). Sein Hauptort ist die Großgemeinde Hanyuan (汉源镇).